# Montreal Classic 1978
Il Montreal Classic 1978 è stato un torneo di tennis giocato sul cemento indoor. È stata la 1ª edizione del torneo, che fa parte del WTA Tour 1978. Si è giocato a Montréal in Canada, dal 18 al 24 settembre 1978.

## Campionesse

### Singolare
Caroline Stoll ha battuto in finale  Françoise Dürr con il punteggio di 6–3, 6–2

### Doppio
Julie Anthony /  Billie Jean King hanno battuto in finale  Ilana Kloss /  Marise Kruger con il punteggio di 6–4, 6–4